# Mémorial de l'holocauste des gays et lesbiennes
 (novembre 2015).
Si vous disposez d'ouvrages ou d'articles de référence ou si vous connaissez des sites web de qualité traitant du thème abordé ici, merci de compléter l'article en donnant les références utiles à sa vérifiabilité et en les liant à la section « Notes et références ».

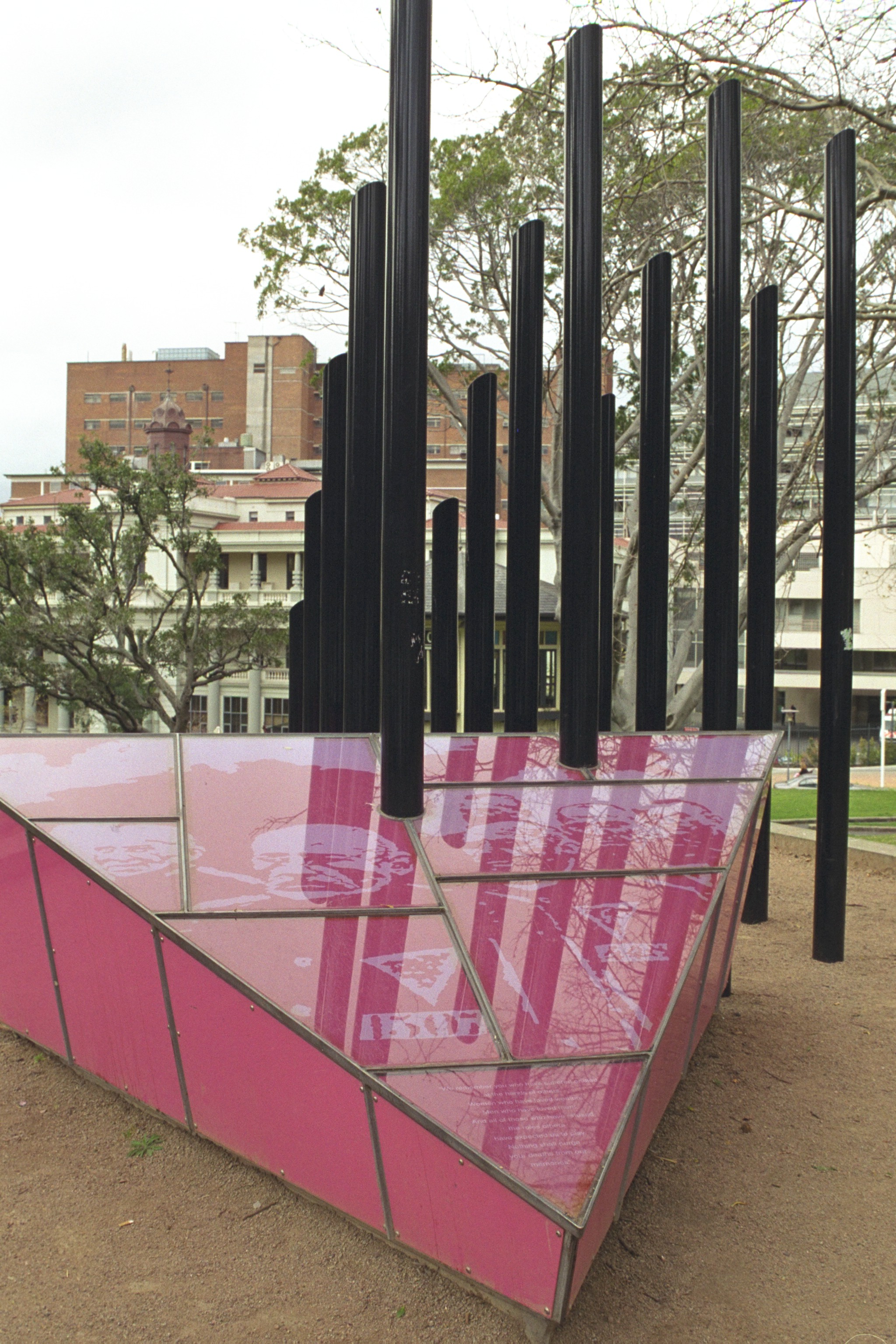

Le mémorial de l'Holocauste des gays et lesbiennes (en anglais : Sydney Gay and Lesbian Holocaust Memorial) est un monument situé dans le quartier Darlinghurst de Sydney, en Australie. 
Il a été inauguré le 27 février 2001.

## Description
Le monument, conçu par Russell Rodrigo et Jennifer Gamble, est un prisme triangulaire rose avec une série de piliers noirs qui sont situés le long d'un réseau bien triangulaire qui coupe le prisme. Il se trouve dans les jardins de Stonewall Green Park, en face du musée juif de Sydney (en).
L'un des promoteurs du monument, le Dr Kitty Fischer, est une rescapée juive d'Auschwitz ayant survécu grâce à la nourriture obtenue d'un prisonnier contraint de porter le triangle rose (symbole des prisonniers homosexuels dans les camps d'extermination nazis). 

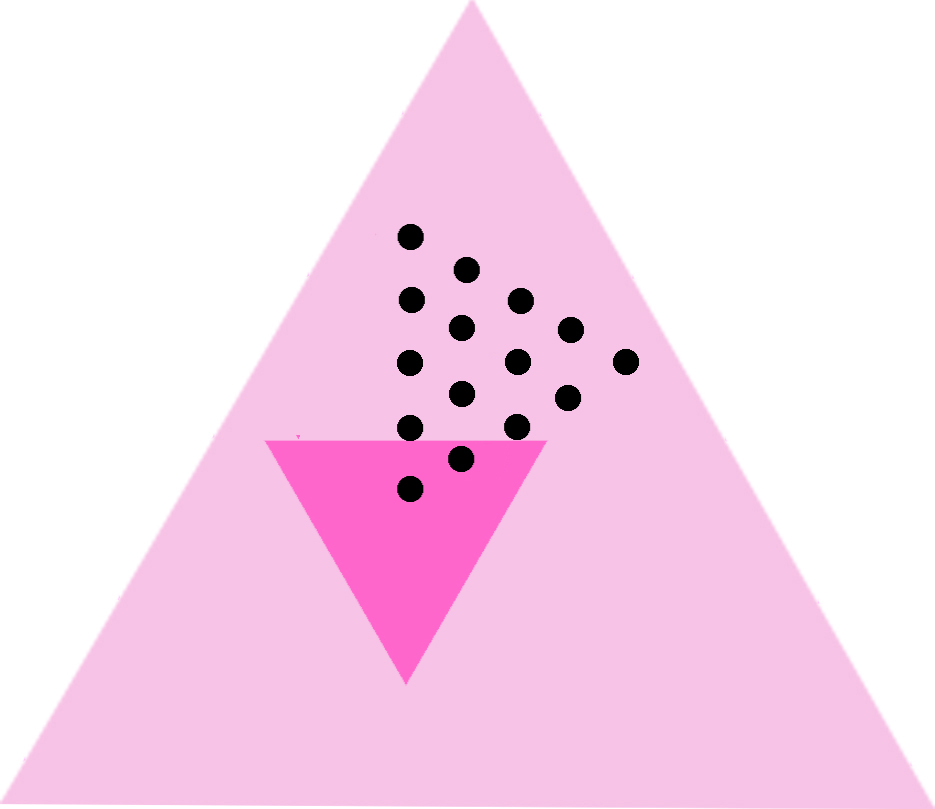

Le triangle rose représente les gays. Le triangle noir que forment les piliers derrière le prisme symbolise les lesbiennes. Les deux triangles apparaissent comme une étoile de David fracturée. 
Les piliers noirs se tiennent en sentinelles, symboles de force et d'endurance. Le prisme rose est illustré par une image représentant des prisonniers des camps de concentration et d'un texte. Les deux sont blancs.
Le texte situé dans le coin inférieur de la surface du prisme, dit :
| Version anglaise | version française (à vérifier) |
| --- | --- |
| We remember you who have suffered or died at the hands of others. Women who have loved women. Men who have loved men. And all of those who have refused the roles others have expected us to play. Nothing shall purge your deaths from our memories. | Nous nous souvenons de vous qui avez souffert ou qui êtes morts entre les mains d'autres [hommes]. Femmes qui avez aimé des femmes. Hommes qui avez aimé des hommes. Et tous ceux qui ont refusé les rôles que d'autres ont attendu que nous jouions. Rien ne pourra effacer vos décès de nos mémoires. |

## Histoire
En 1991, la première étape de la construction, à Sydney, d'un monument dédié aux homosexuels qui sont morts pendant la Shoah est posé avec la fondation du Gay Holocaust Monument Commitee. En 1998, après une série de vicissitudes et les difficultés juridiques, le comité a relancé le projet.
Le Mémorial de l'Holocauste des gays et lesbiennes a finalement été inauguré le 27 février 2001. Il a été affecté aux soins du « Sydney Pride Centre (en)».
Le monument a été financé grâce à des dons de la communauté gay et lesbienne, du Gay and Lesbian Holocaust Memorial Project Incorporated et du South Sydney City Council, qui a décidé de son emplacement dans le jardin de Darlinghurst, cœur du quartier rose de Sydney.
L'inauguration a eu lieu en présence de John Fowler (en), maire de South Sydney, de Luci Ellis, du Gay and Lesbian Holocaust Memorial Project, de John Marsden, président du Gay and Lesbian Holocaust Memorial Project Incorporated, de Marcus Einfeld (en) juge de la Cour fédérale d'Australie et de Lou-Anne Lind, présidente du Sydney Pride Centre.